# Ørred
 For alternative betydninger, se Stillehavslaks.
 For alternative betydninger, se Lakseslægten.
Ørred (Salmo trutta) (oldnord.: aurriði, "som rider på ør (sten, grus)", fordi de farer frem og tilbage i parringstiden) er en fiskeart i lakseslægten (Salmo). Det er en populær fiskeart som spisefisk og blandt lystfiskere.

## Beskrivelse
Ørred har karakteristiske prikker langs siderne. Den kan veje mere end 20 kilo og er en rovfisk, som også kan spise sine artsfæller (kannibalisme).
Yngel og småørreder spiser krebsdyr, insektlarver, bløddyr og småfisk.

## Underarter
Der findes i Danmark tre underarter af ørred:Bækørred, søørred og havørred.
Underarter:
- Salmo trutta trutta (søørred, havørred).
- Salmo trutta alpinus (fjeldørred).
- Salmo trutta abanticus (abantørred).
- Salmo trutta aralensis (aralørred, aralsøørred).
- Salmo trutta carpio (gardasøørred).
- Salmo trutta cettii (italiensk ørred).
- Salmo trutta dentex (balkanørred).
- Salmo trutta ezenami.
- Salmo trutta fario (bækørred).
- Salmo trutta fibreni (albanørred, albansk ørred).
- Salmo trutta labrax (sortehavsørred).
- Salmo trutta lacustris (fjorydørred, søørred).
- Salmo trutta macrostigma (korsikaørred).
- Salmo trutta marmorata (marmorørred).
- Salmo trutta oxianus (amu-daryaørred).
- Salmo trutta rhodanensis (rhôneørred).
- Salmo trutta taleri (bosnisk ørred).

Forel ((tysk): Forelle; "ørred") er fiskehandlerens betegnelse for "portionsørreder" af diverse arter, overvejende dambrugsfisk.